# Suceagu, Cluj

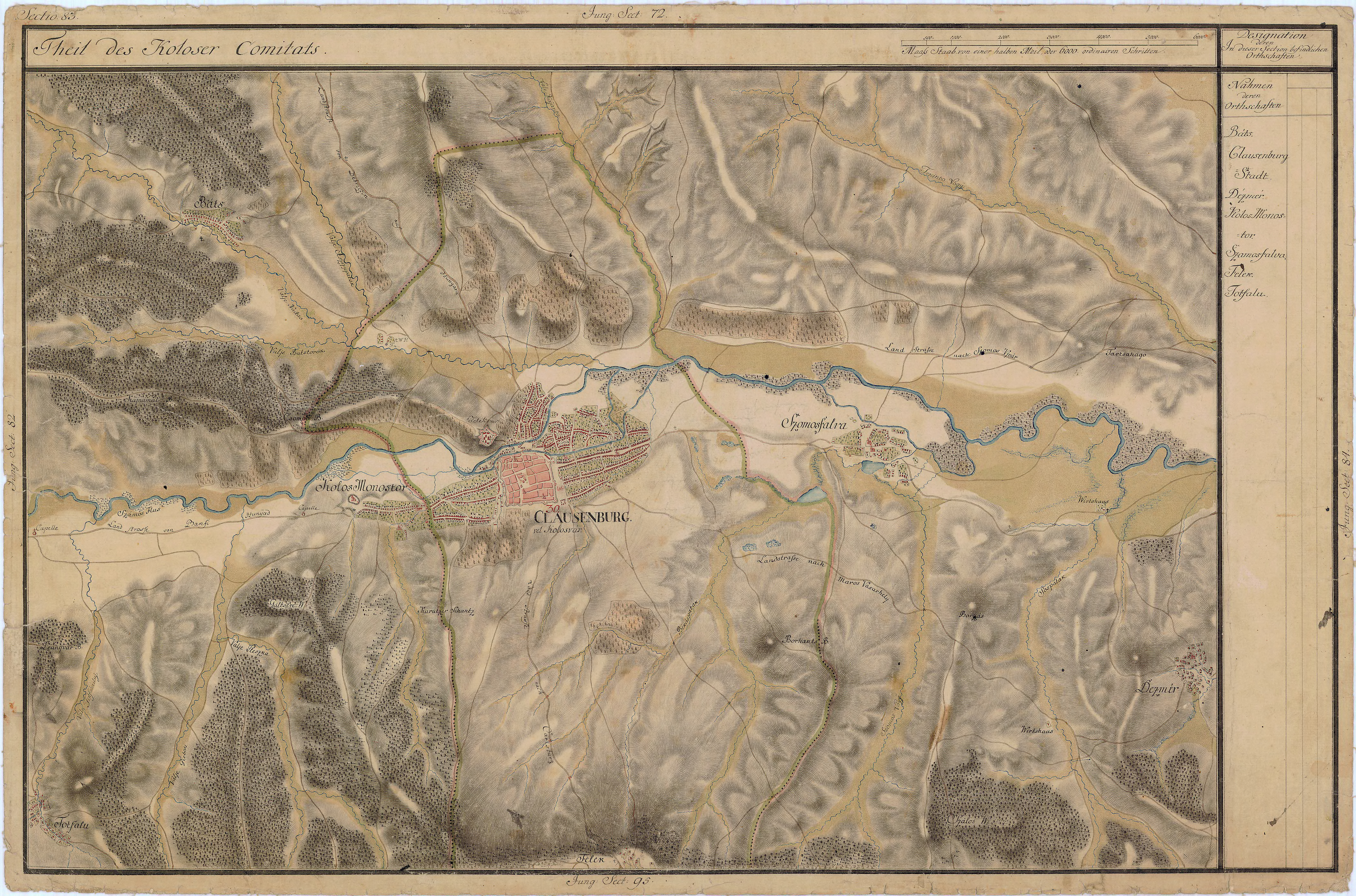
Suceagu pe Harta Iosefină a Transilvaniei, 1769-1773 (Sectio 082)

Suceagu (în maghiară Szucság) este un sat în comuna Baciu din județul Cluj, Transilvania, România.
Pe Harta Iosefină a Transilvaniei din 1769-1773 (Sectio 082), localitatea apare sub numele de „Szutság”.

## Spitalul Polaris
În septembrie 2015, s-a dat în folosință spitalul privat Polaris, cel mai mare spital privat de recuperare din România.

## Date geografice
Altitudinea medie: 452 m.

## Lăcașuri de cult
- Biserica Reformată-Calvină (1742), cu picturi de Lorenz Umling.
- Biserica Unitariană (1747-1749).
- Biserica Ortodoxă Sf.Arhangheli (1916).
- Fosta biserică de lemn (1710).

## Monument dispărut
Fosta biserică de lemn din satul Suceagu este înscrisă pe "Lista monumentelor istorice dispărute", elaborată de Ministerul Culturii și Cultelor în anul 2004 (datare: sec. XIX, cod 13B0526).

## Imagini

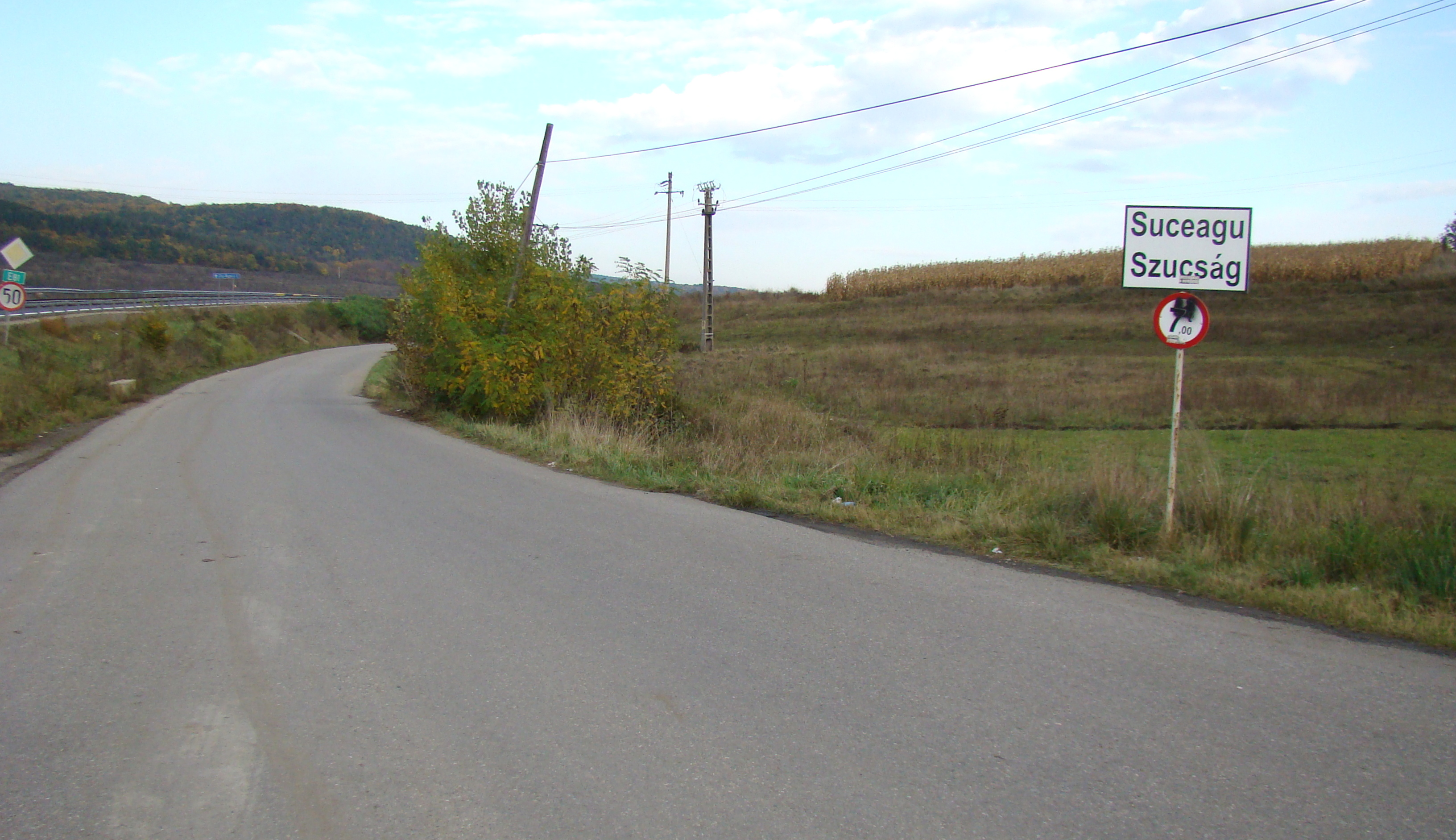
Intrarea în localitate
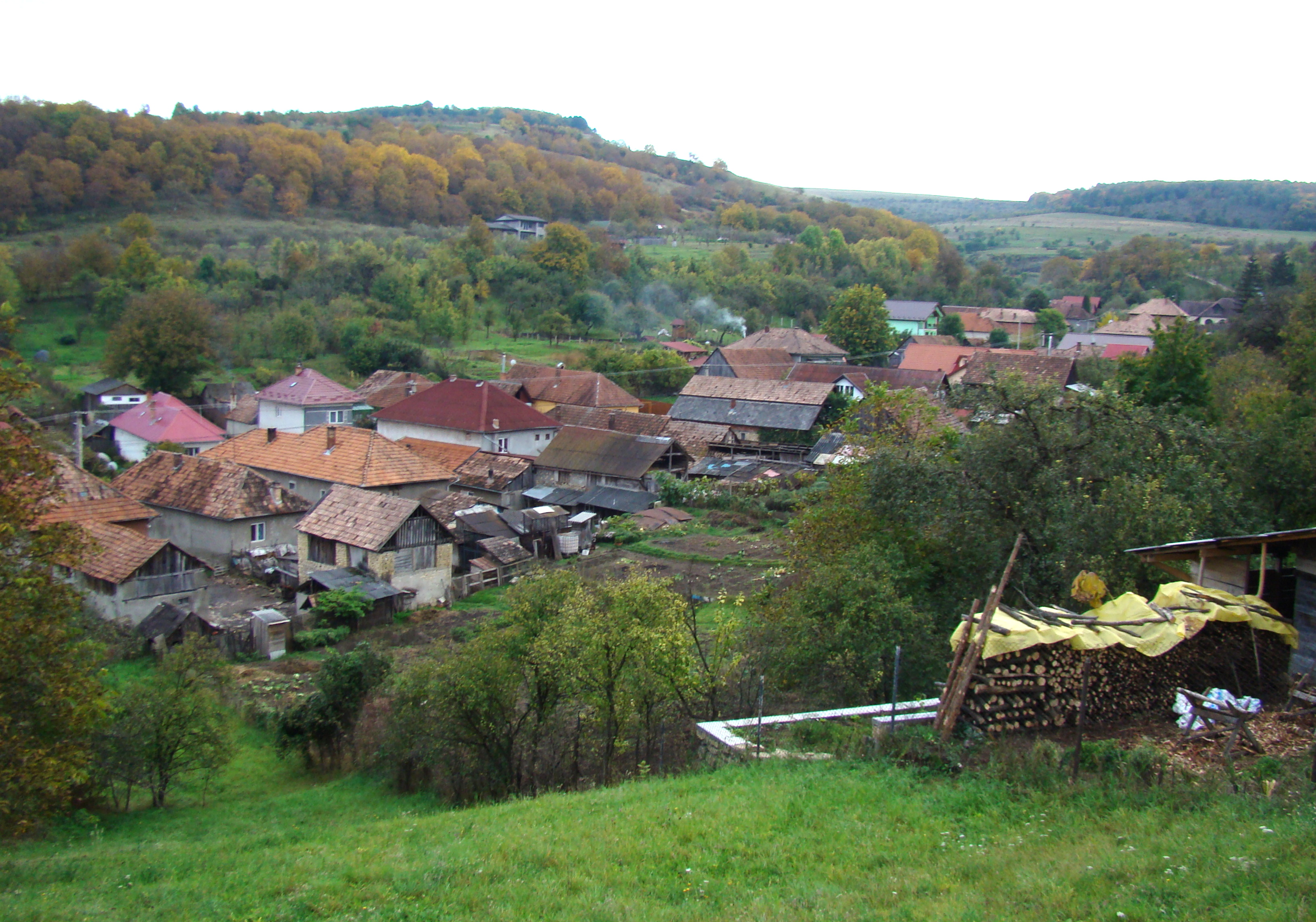
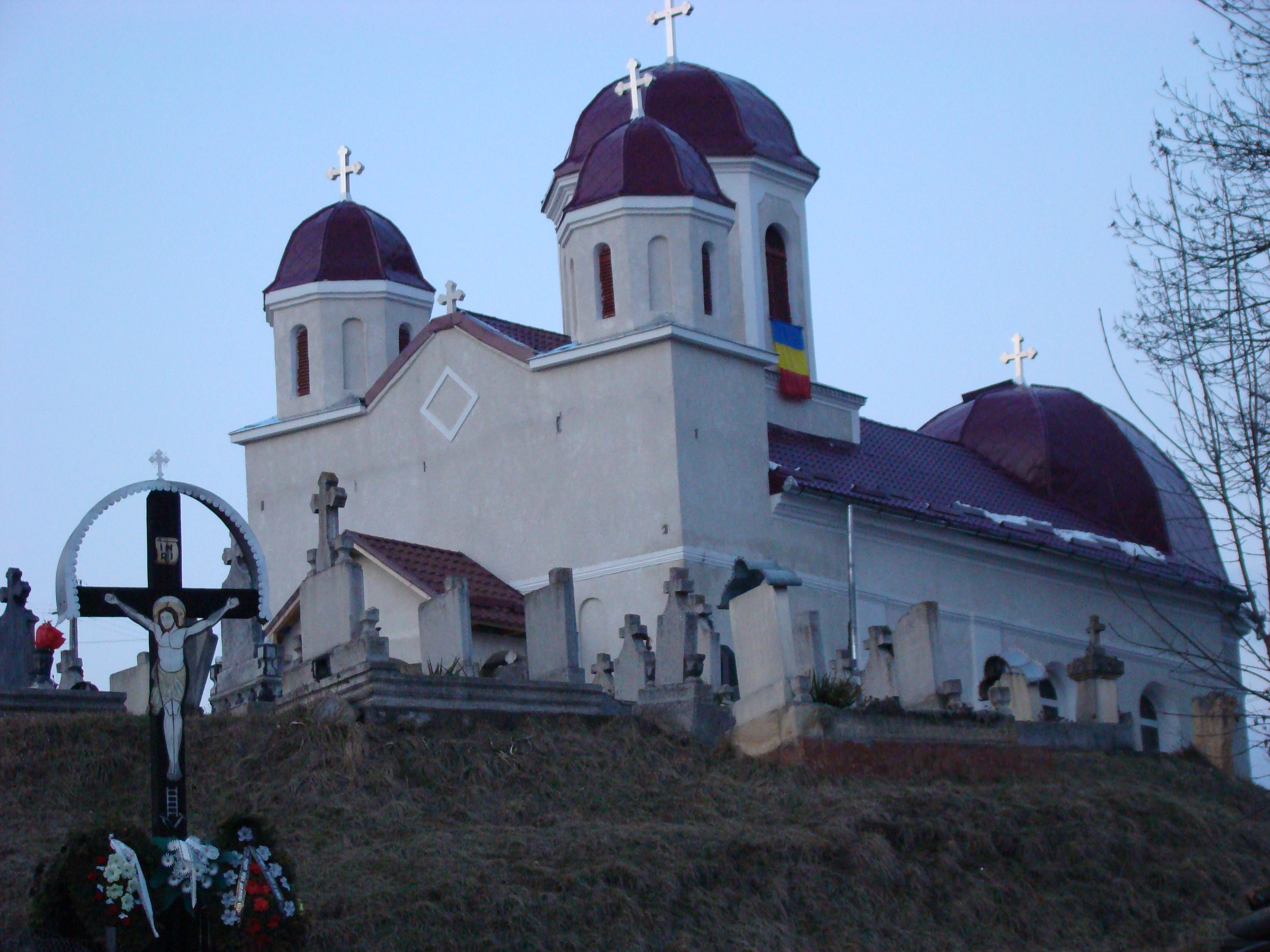
Biserica ortodoxă
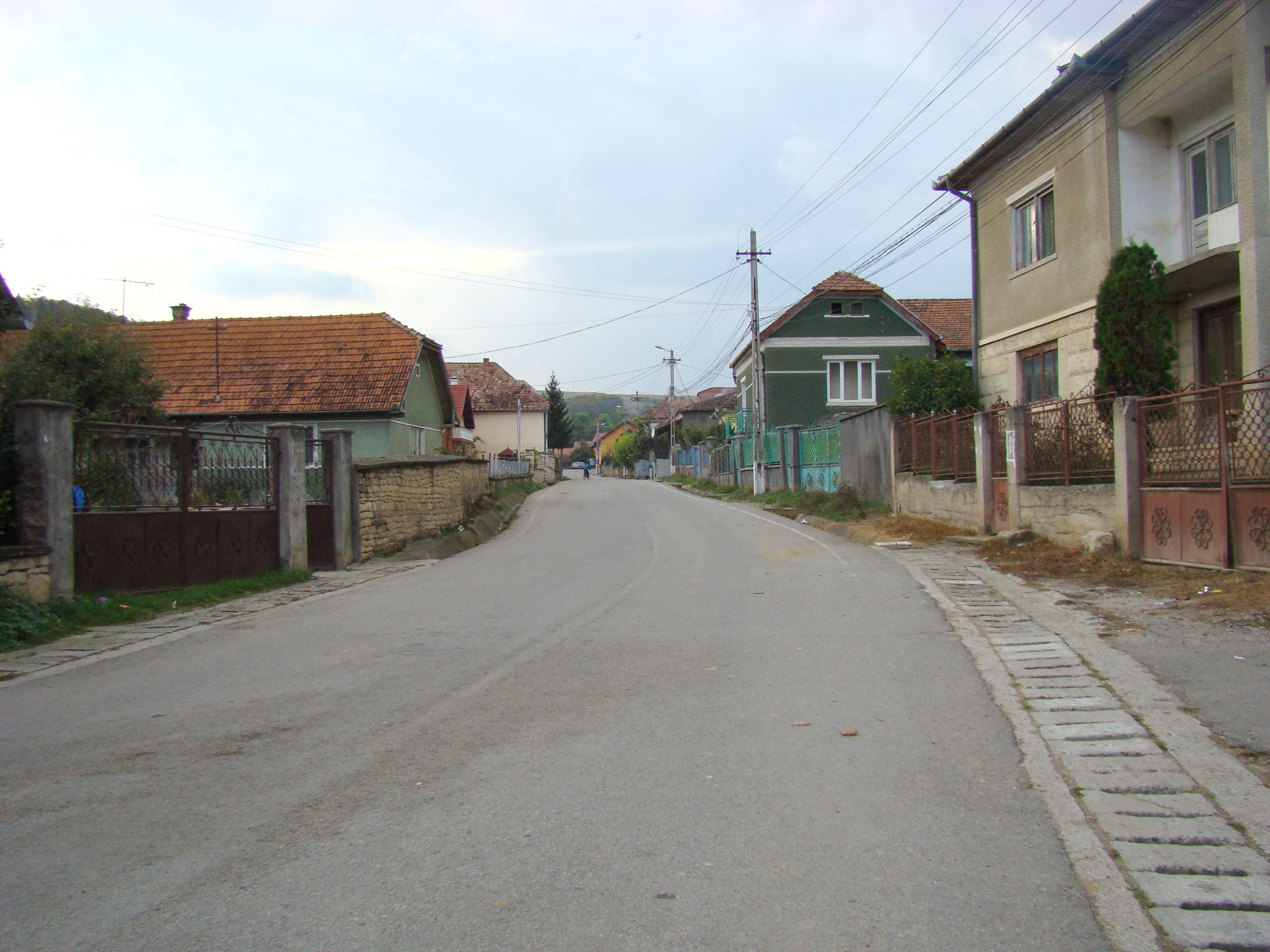
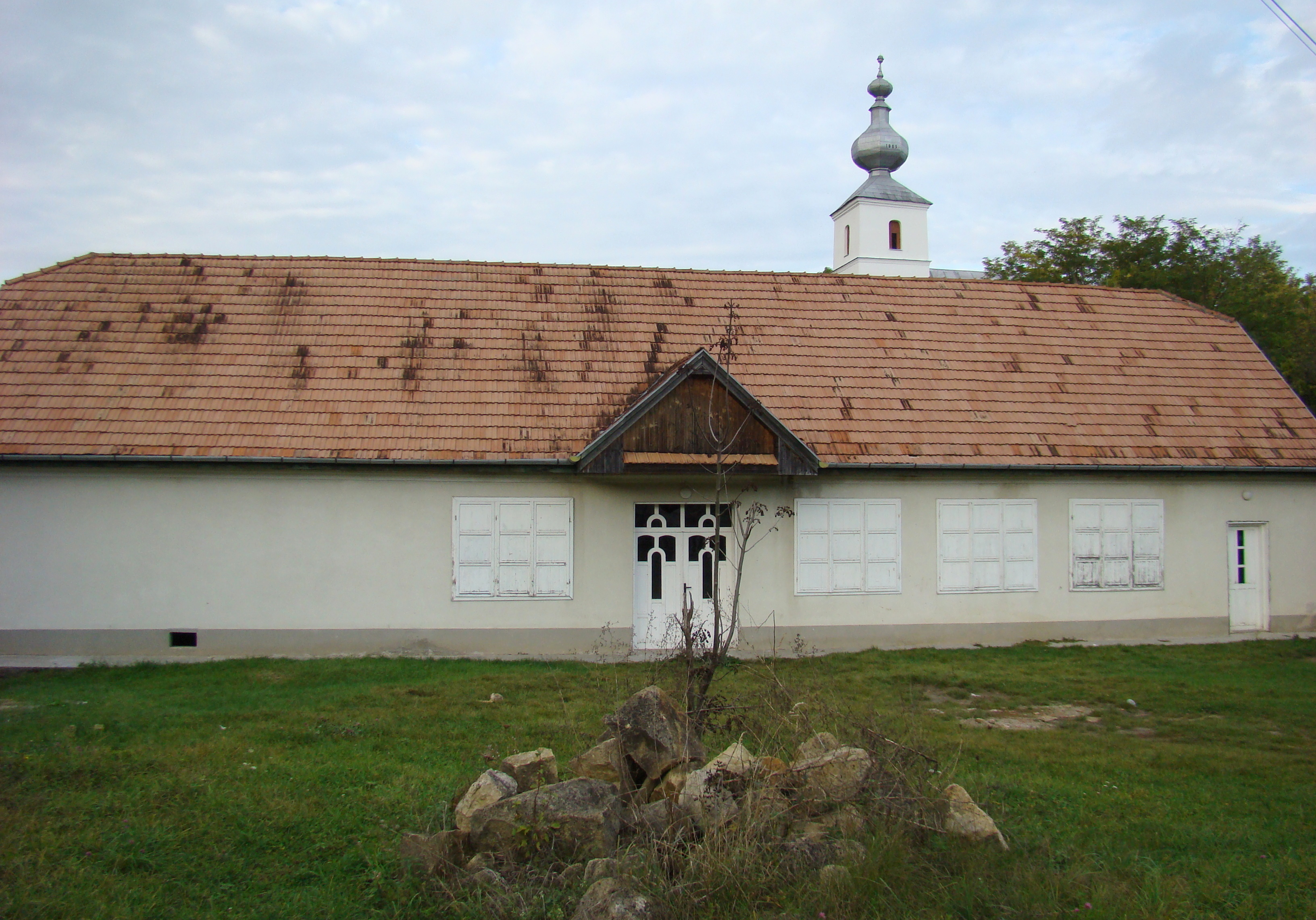
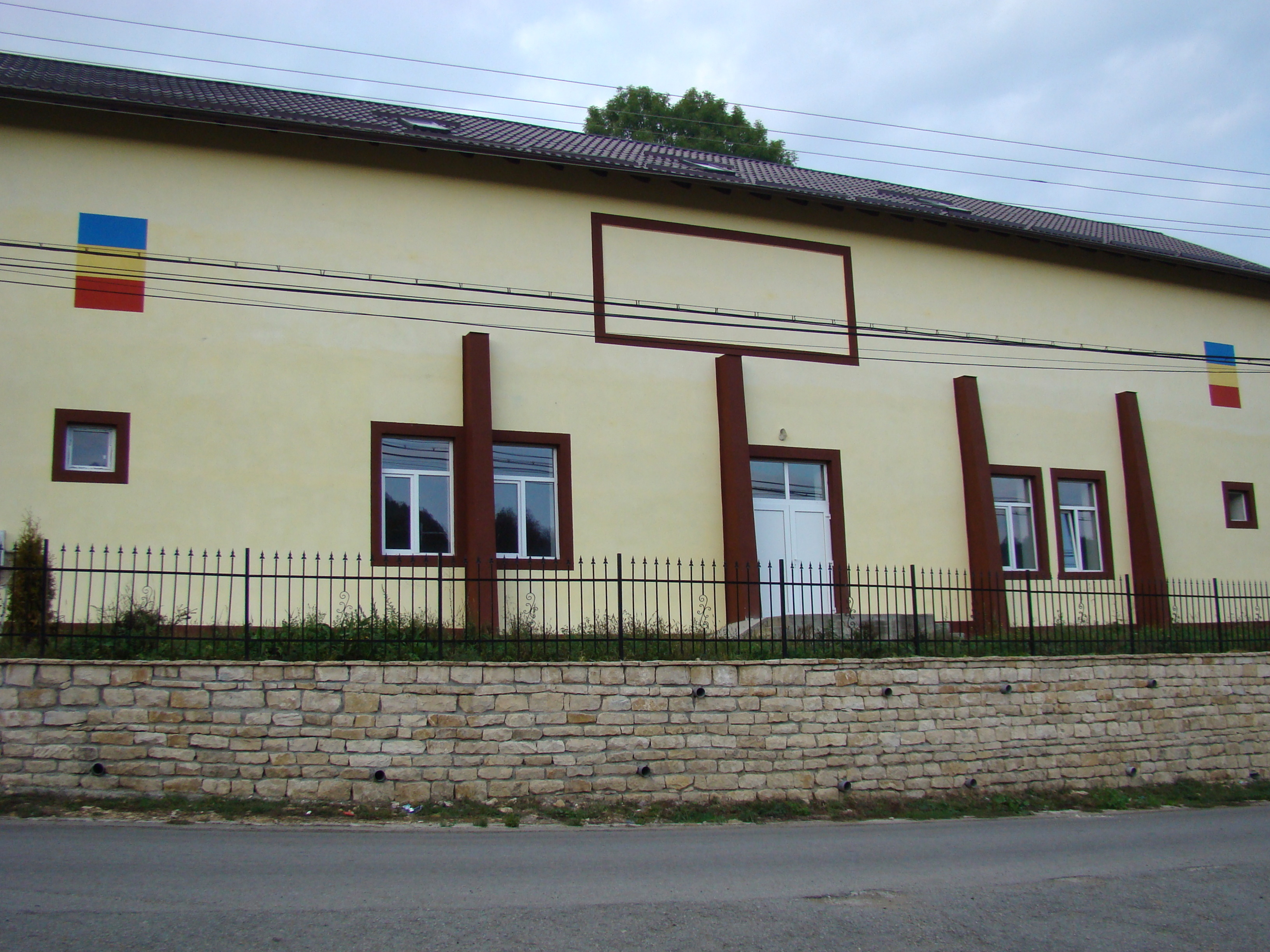
Căminul cultural
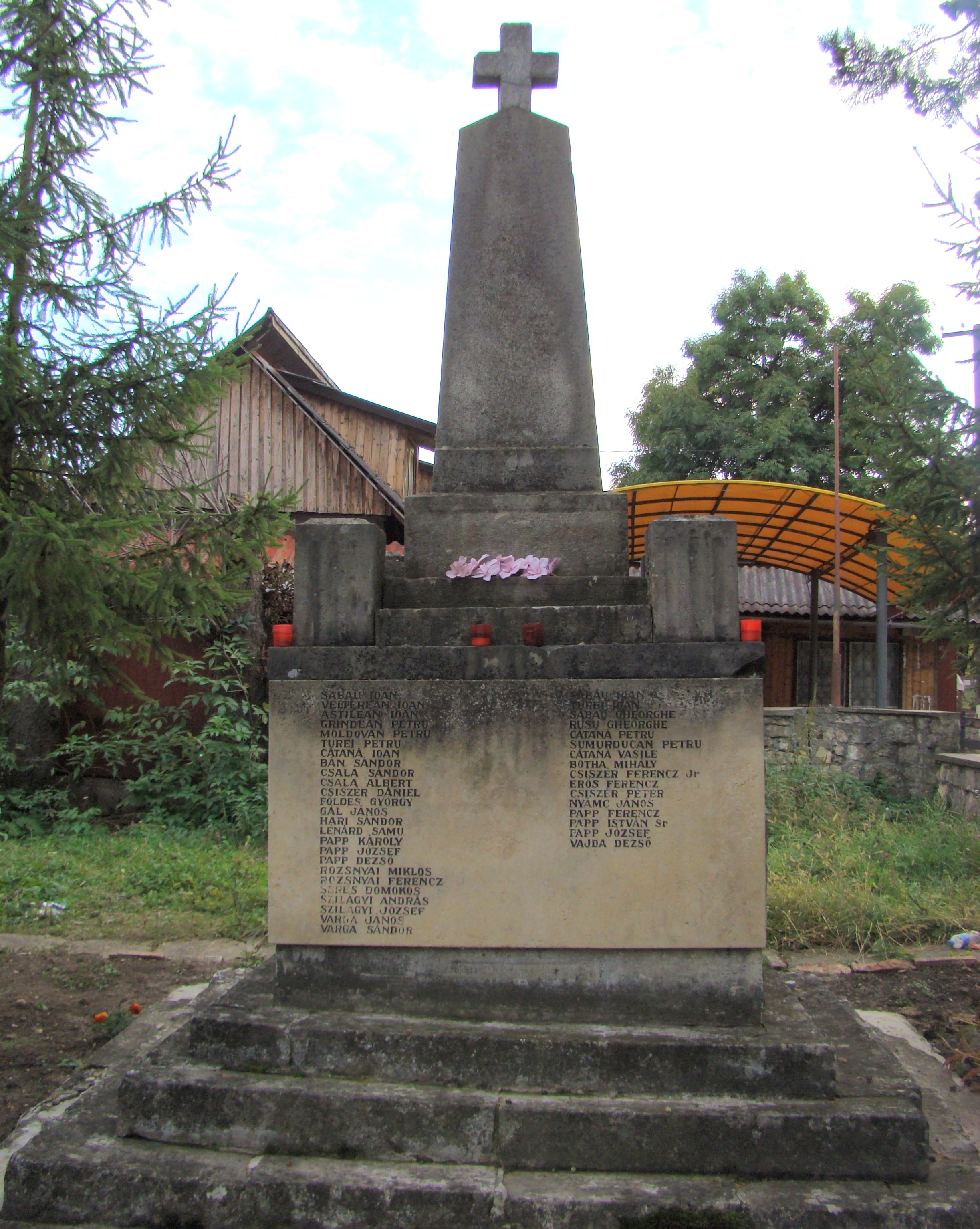
Monumentul Eroilor
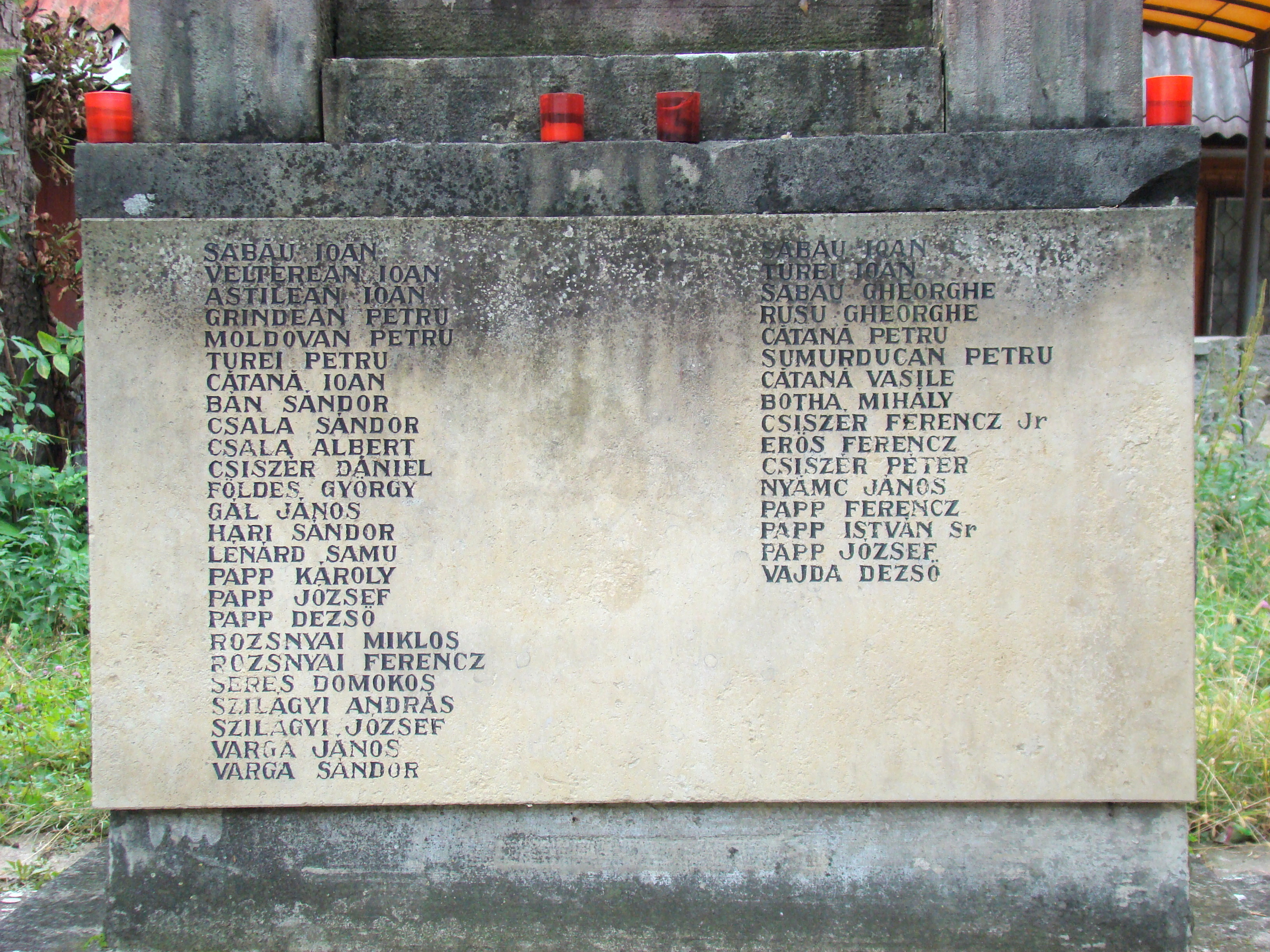
Monumentul Eroilor (detaliu)
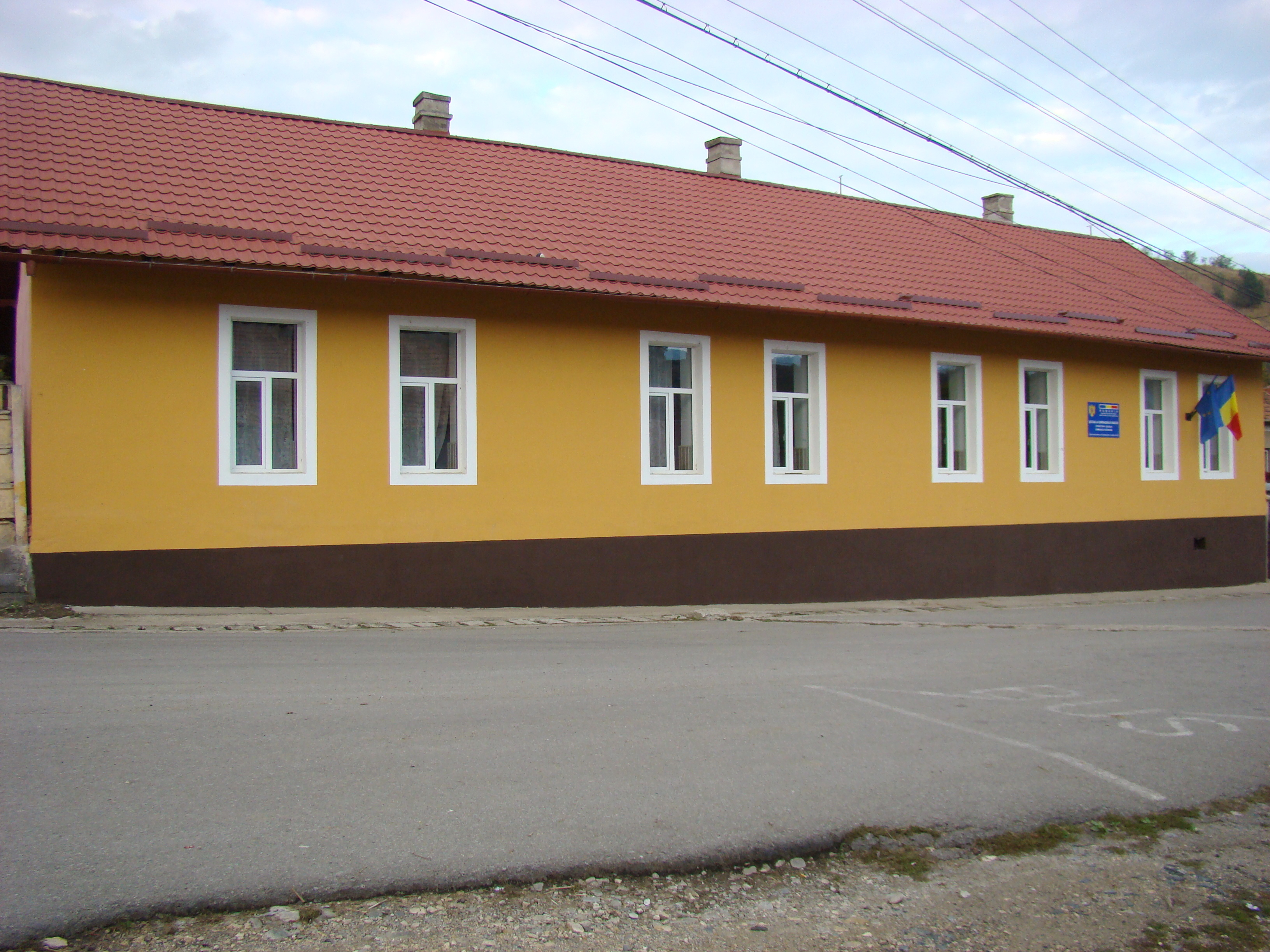
Școala
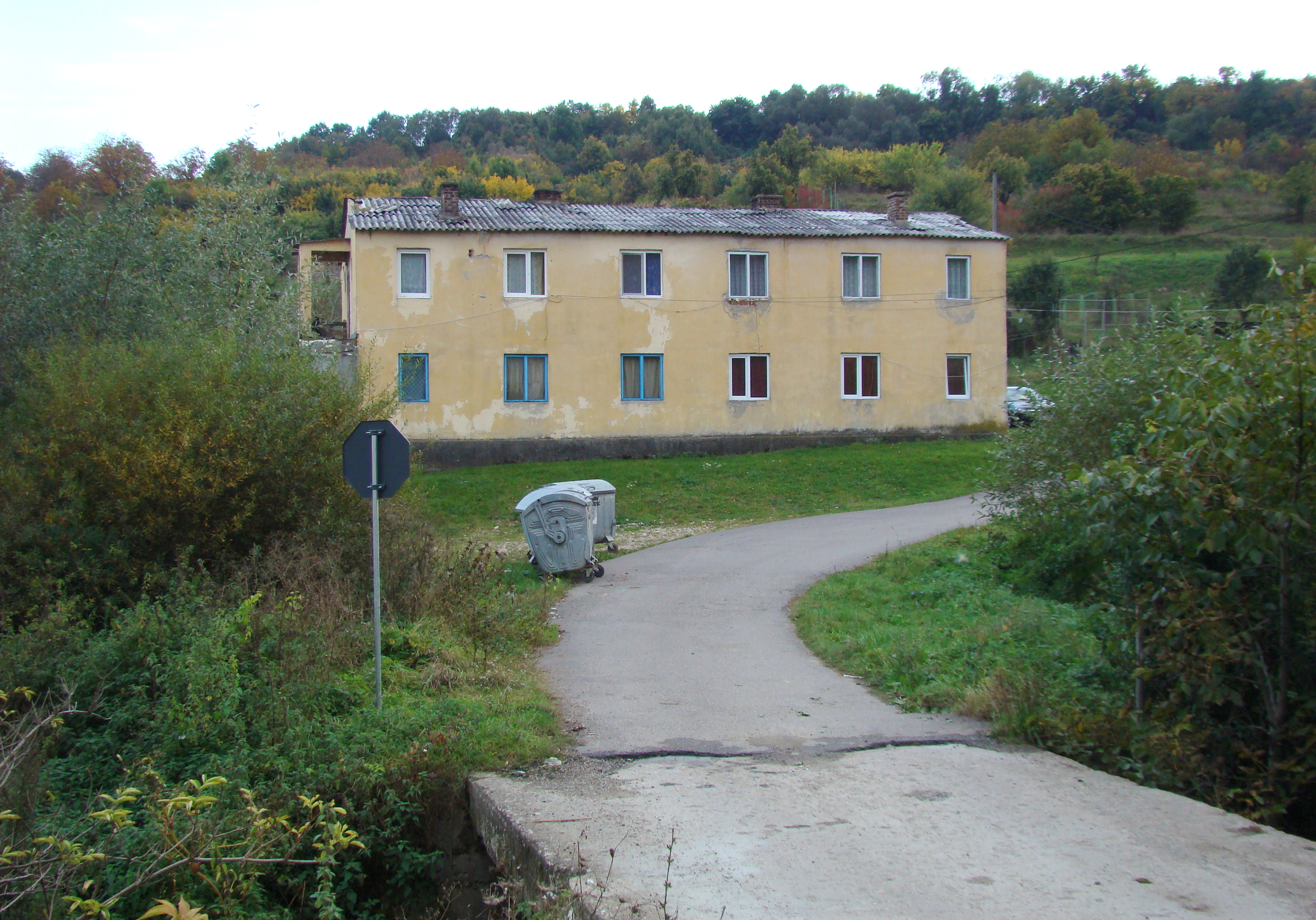
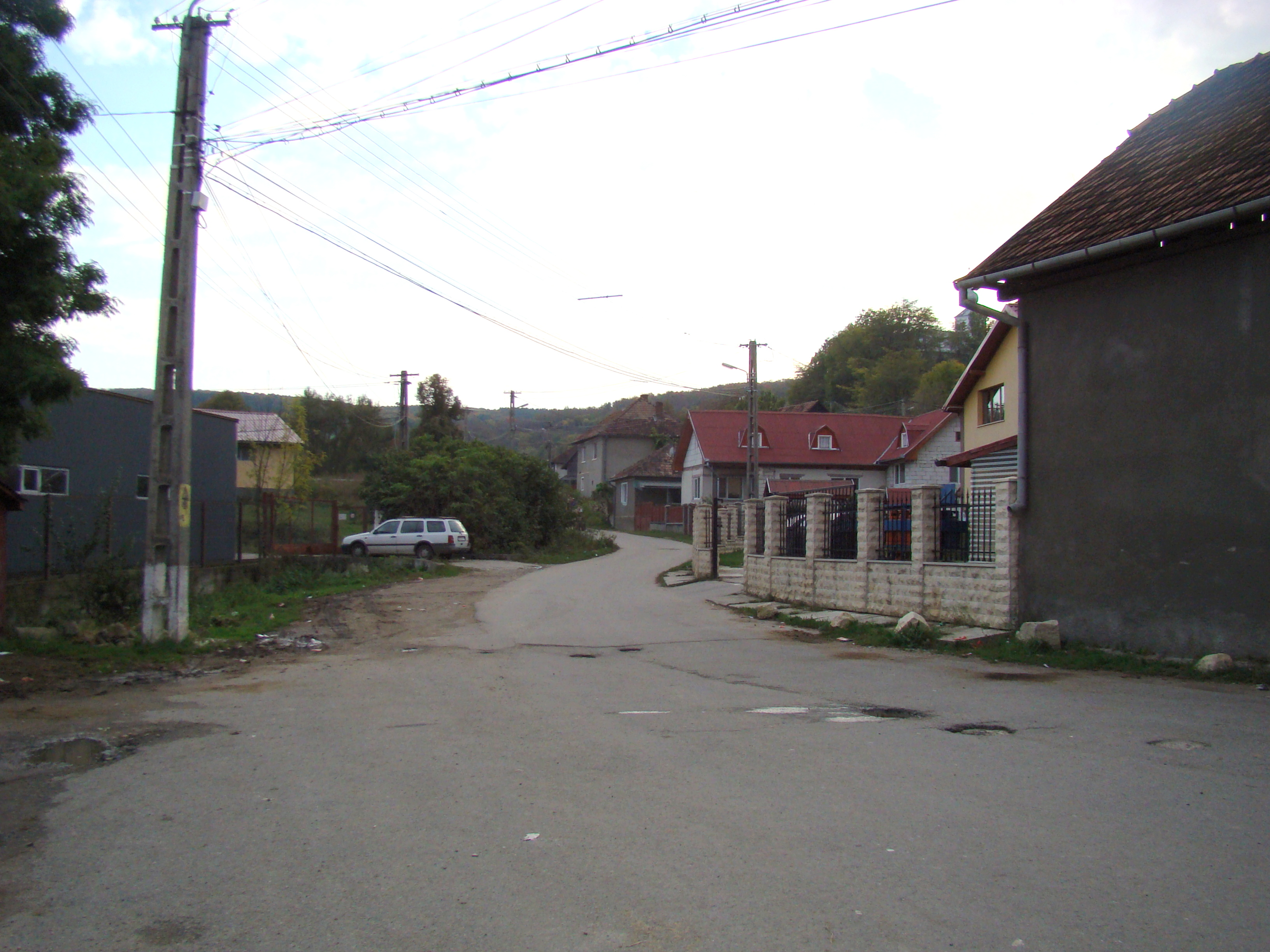
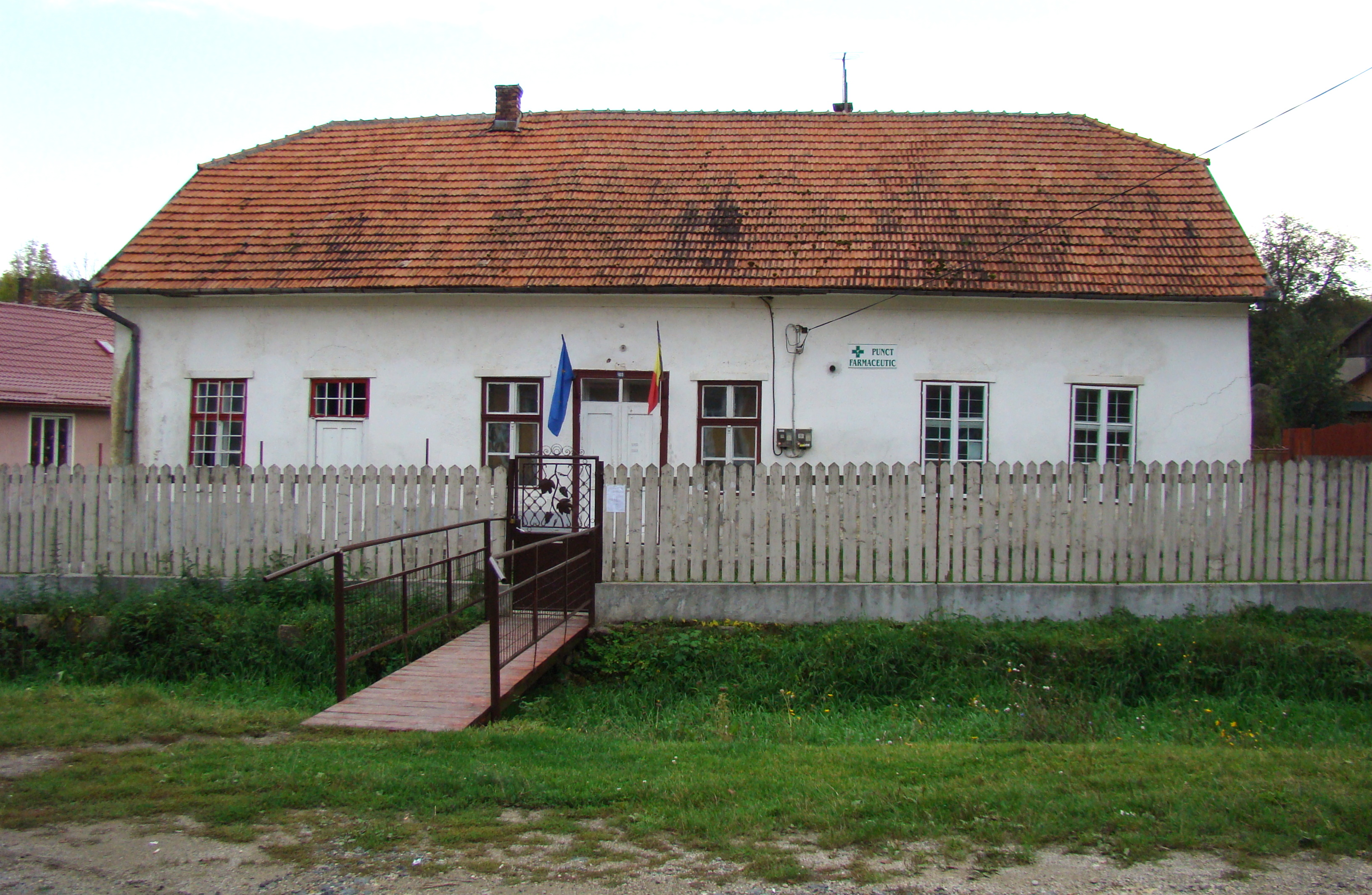
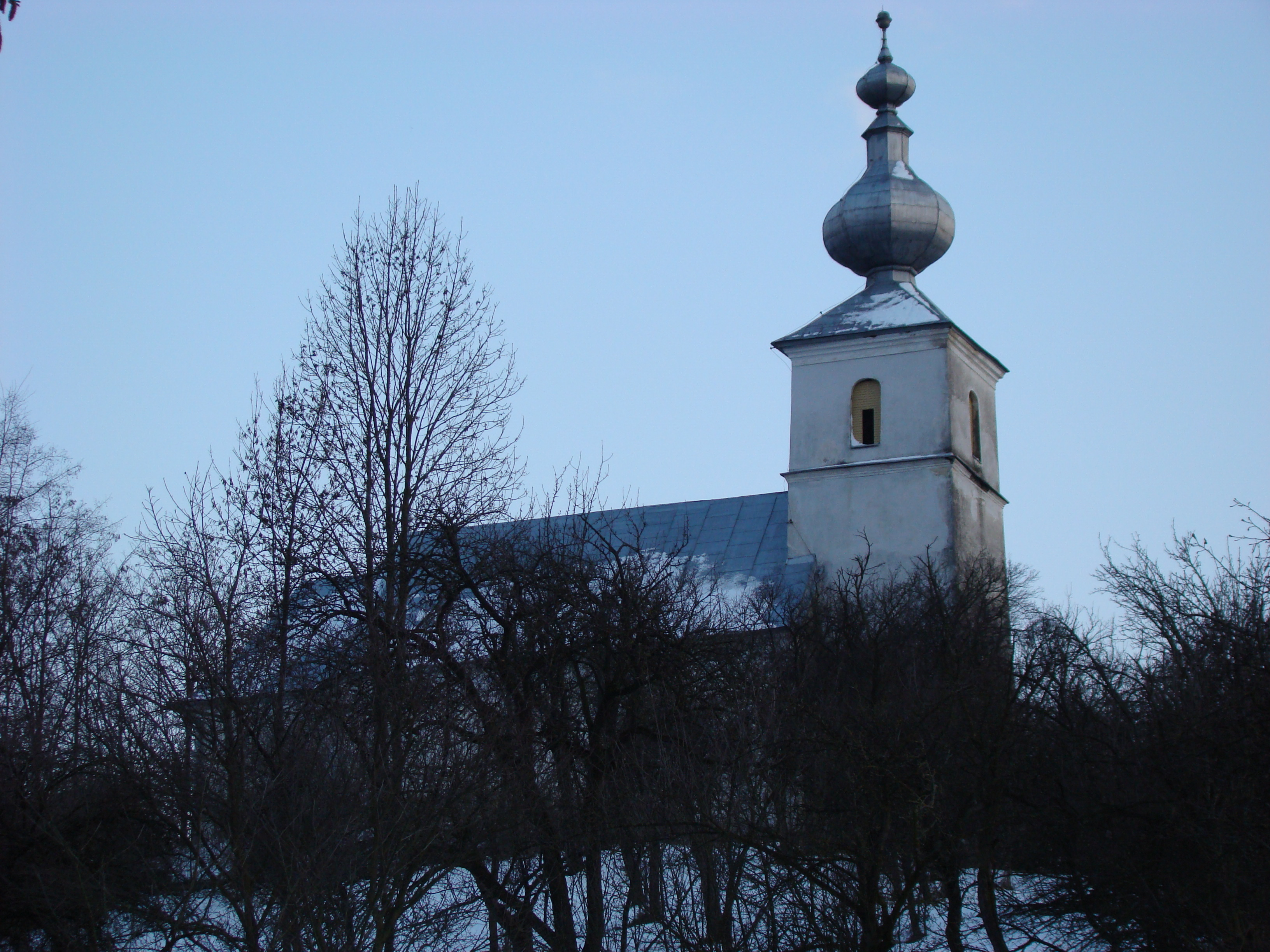
Biserica reformată
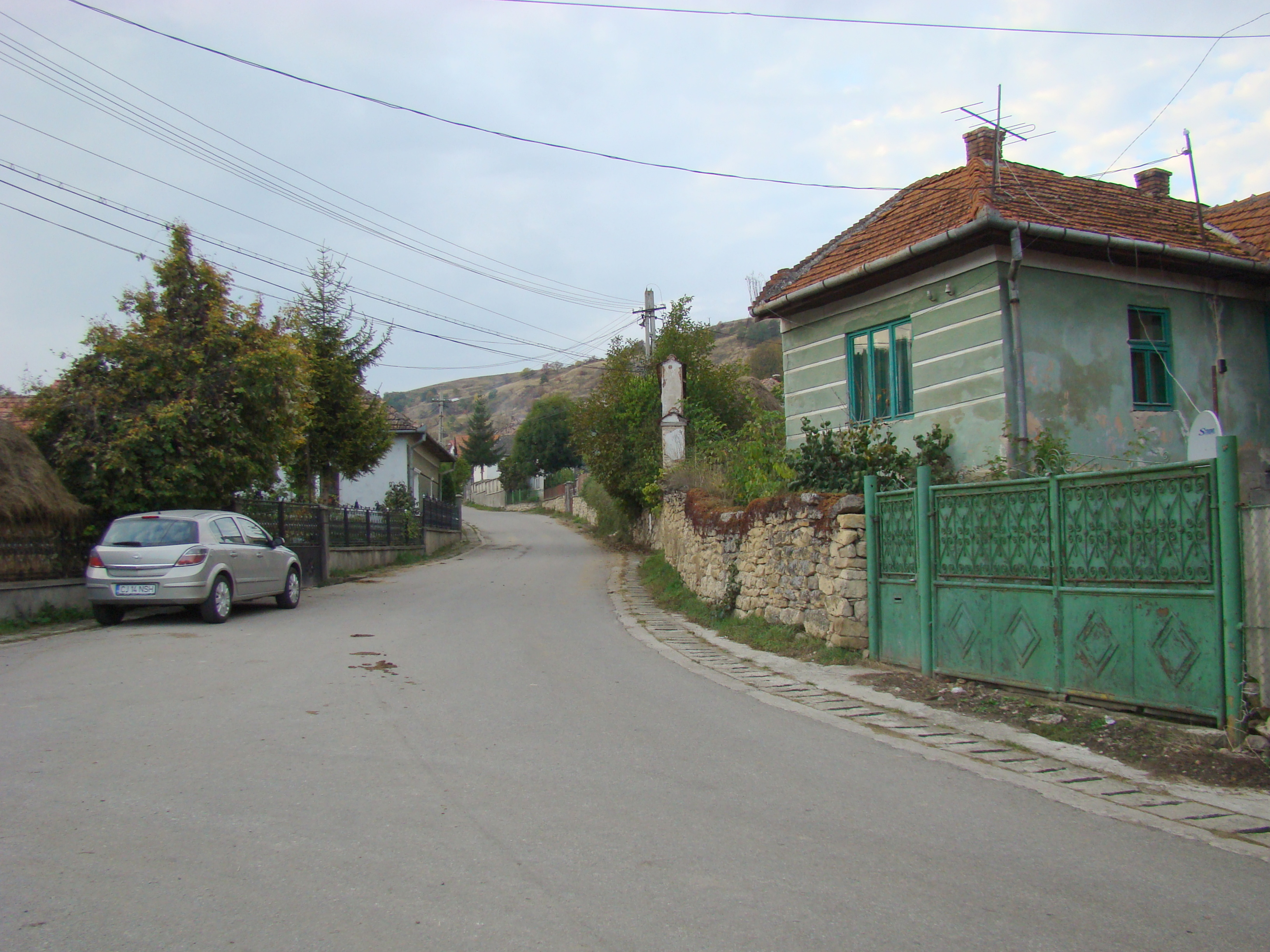
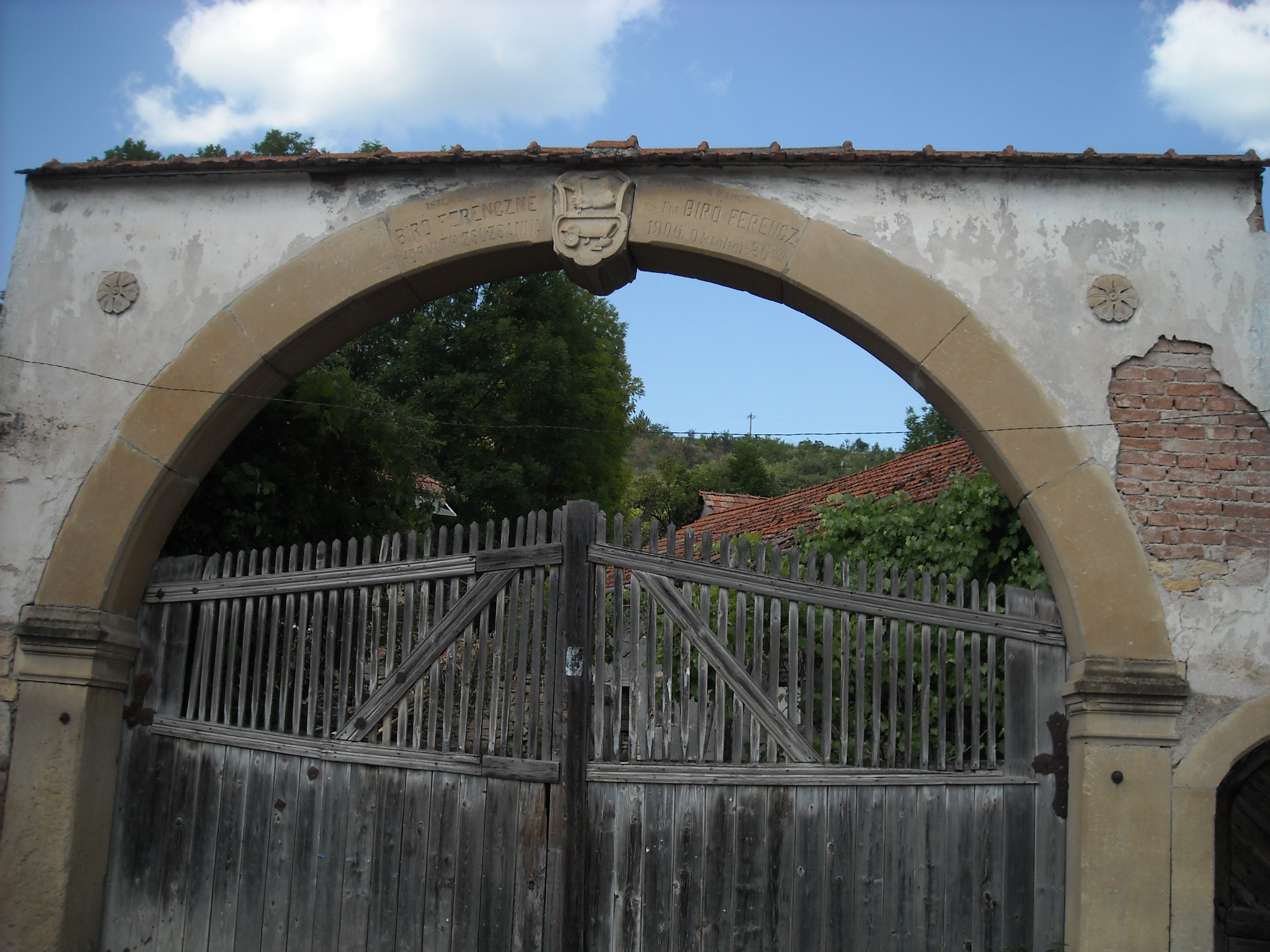
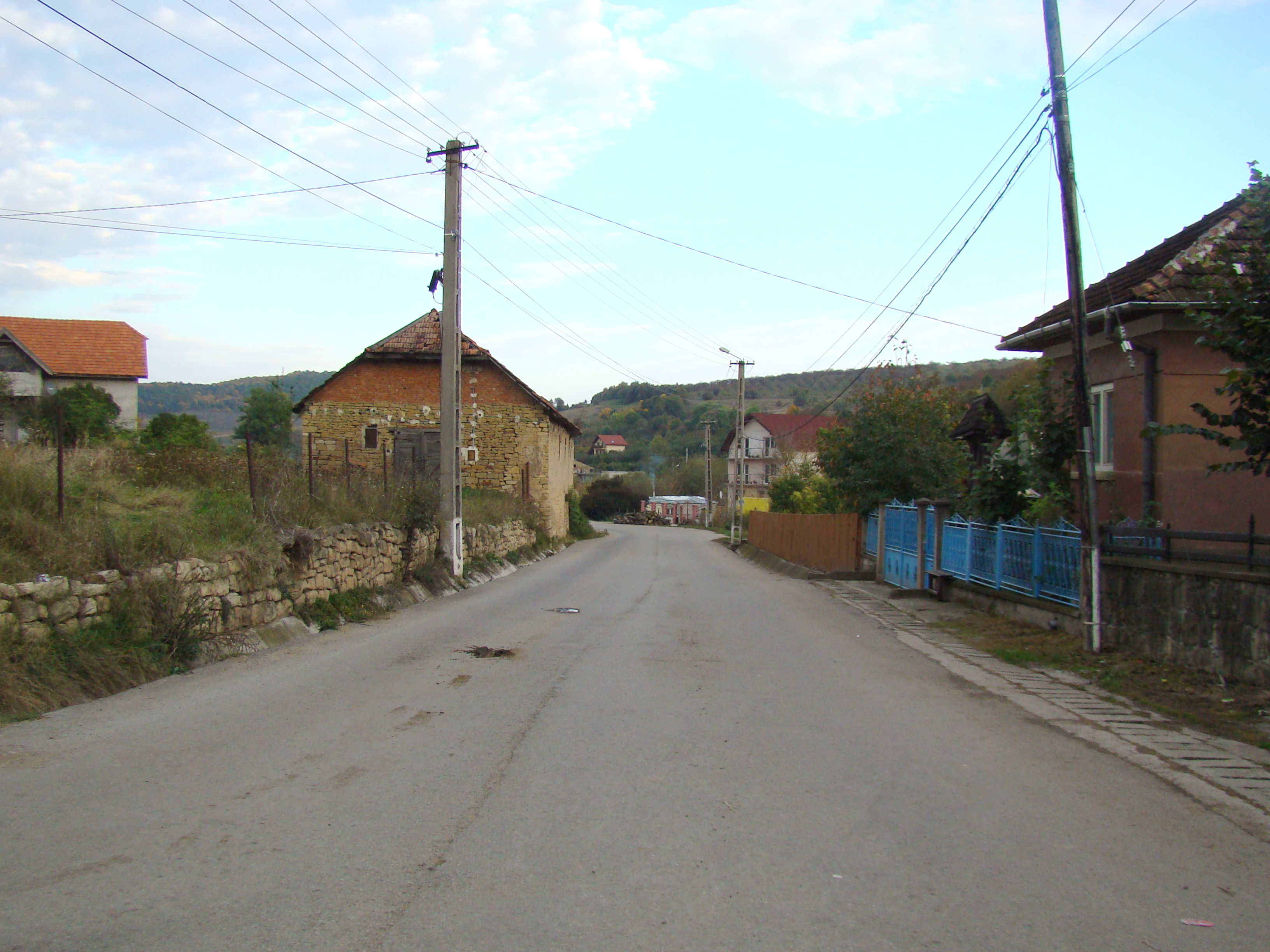